# Barbella capillicaulis
Barbella capillicaulis är en bladmossart som beskrevs av Cardot in Grandidier 1915. Barbella capillicaulis ingår i släktet Barbella och familjen Meteoriaceae. Inga underarter finns listade i Catalogue of Life.